# Soliedra
Soliedra es un municipio y localidad española de la provincia de Soria, en la comunidad autónoma de Castilla y León. El término municipal, ubicado en el partido judicial de Almazán y la comarca de Almazán, tiene una población de 33 habitantes (INE 2024). 

## Geografía

Término municipal de Soliedra

El municipio tiene un área de 19,48 km². Comprende la pedanía de Borchicayada.

## Historia
A la caída del Antiguo Régimen la localidad se constituye en municipio constitucional, entonces conocido como Soliedra y Granja de Almonacid, en la región de Castilla la Vieja, partido de Almazán, que en el censo de 1842 contaba con 28 hogares y 110 vecinos.
Hacia mediados del siglo XIX, el lugar tenía contabilizada una población de 110 habitantes. Aparece descrito en el decimocuarto volumen del Diccionario geográfico-estadístico-histórico de España y sus posesiones de Ultramar de Pascual Madoz de la siguiente manera:

SOLIEDRA: l. con ayunt. en la prov. de Soria (6 leg.), part. jud. de Almazan (2), aud. terr. y c. g. de Burgos (32), dióc. de Sigüenza (8). sit. sobre una colina, libre á la influencia de todos los vientos, goza de clima sano aunque muy frio: tiene 32 casas, distribuidas en varias calles y 2 plazas; la consistorial construida en el año de 1838; escuela de instruccion primaria, frecuentada por 30 alumnos; una fuente de buenas aguas, que surte al vecindario; una igl. parr. (La Asuncion de Ntra. Sra.), servida por el cura de la de Cascajosa, su matriz; fuera de la pobl. se encuentran 2 cementerios, sit. de modo que no ofenden á la salubridad pública: confina el térm. con los de Escobosa, Momblona, Borchicayada y granja de Bujarrapian y Neguillas; dentro de él se encuentra una alameda que sirve de paseo, y una infinidad de fuentes de buenas y abundantes aguas. El terreno fertilizado por un arroyuelo sin nombre, al que se unen las aguas de las mencionadas fuentes, es de buena calidad, compuesto de cerros y valles. caminos: los locales y el que dirige á la cab. del part., en la que se recibe y despacha el correo. prod.: trigo puro, comun, centeno, cebada, avena, garbanzos, lentejas, yeros, patatas, algunas verduras, cáñamo y buenos pastos con los que se mantiene ganado lanar, cabrio, vacuno, mular y de cerda. ind.: la agrícola, 2 molinos harineros y 2 telares de lienzos de cáñamo. pobl.: 28 vec., 110 alm. cap. imp.: 31,921 rs., 24 mrs.
(Madoz, 1849, p. 428)

A mediados del siglo XIX, entre el censo de 1857 y el anterior, el término del municipio creció al incorporar a Borchicayada.

## Demografía
Cuenta con una población de 33 habitantes (INE 2024).
| Gráfica de evolución demográfica de Soliedra entre 1842 y 2021 |
| |
| Población de derecho según los censos de población del INE Población de hecho según los censos de población del INEEntre el censo de 1857 y el anterior, crece el término del municipio porque incorpora a 425016 (Borchicayada) |

### Demografía reciente del núcleo principal
Soliedra (localidad) contaba a 1 de enero de 2010 con una población de 21 habitantes, 11 hombres y 10 mujeres.
| Gráfica de evolución demográfica de Soliedra (localidad) entre 2000 y 2010                       |
|                                                                                                  |
| Población de derecho (2000-2010) según los censos de población del INE a 1 de enero de cada año. |

### Población por núcleos
| Núcleos      | Habitantes (2000) | Habitantes (2010) | Notas   |
| ------------ | ----------------- | ----------------- | ------- |
| Soliedra     | 24                | 21                |         |
| Borchicayada | 16                | 15                | Pedanía |

## Patrimonio

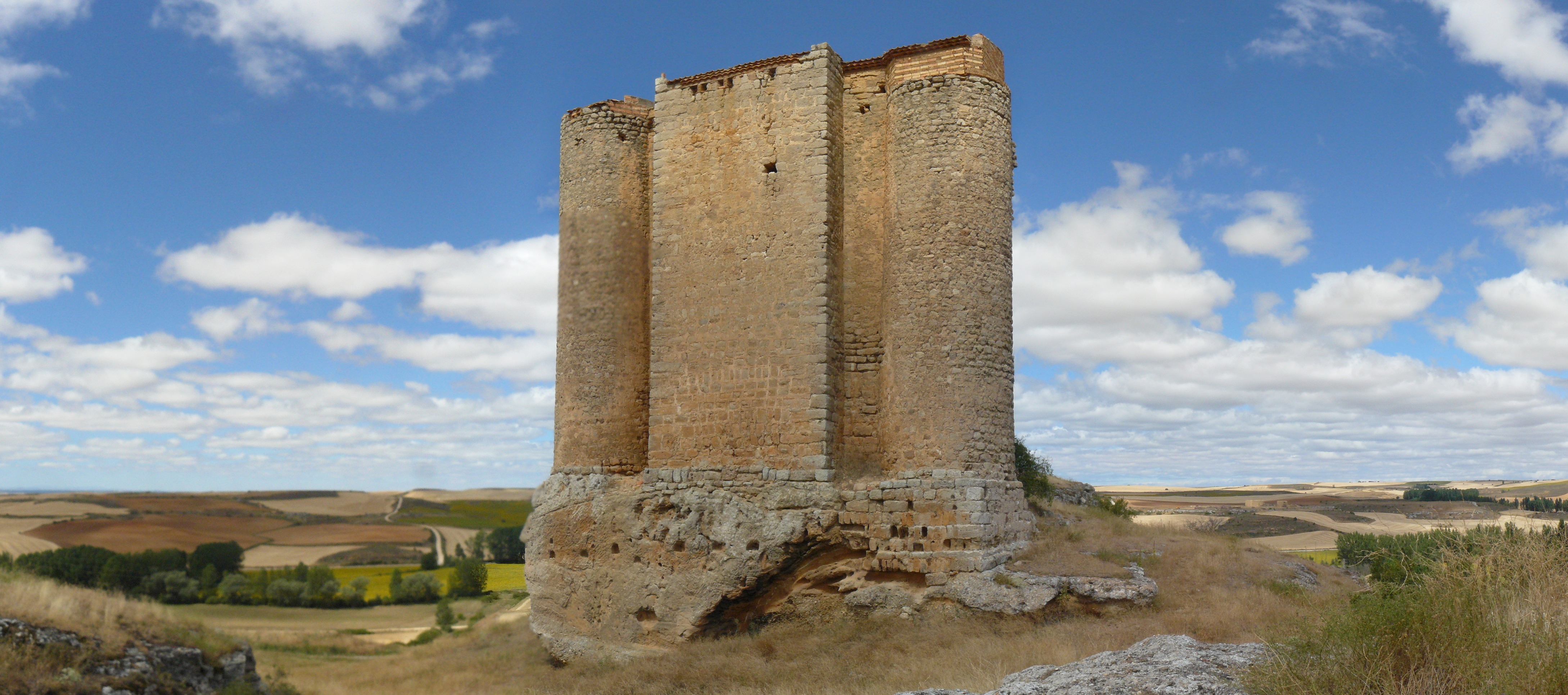
Castillo de Soliedra

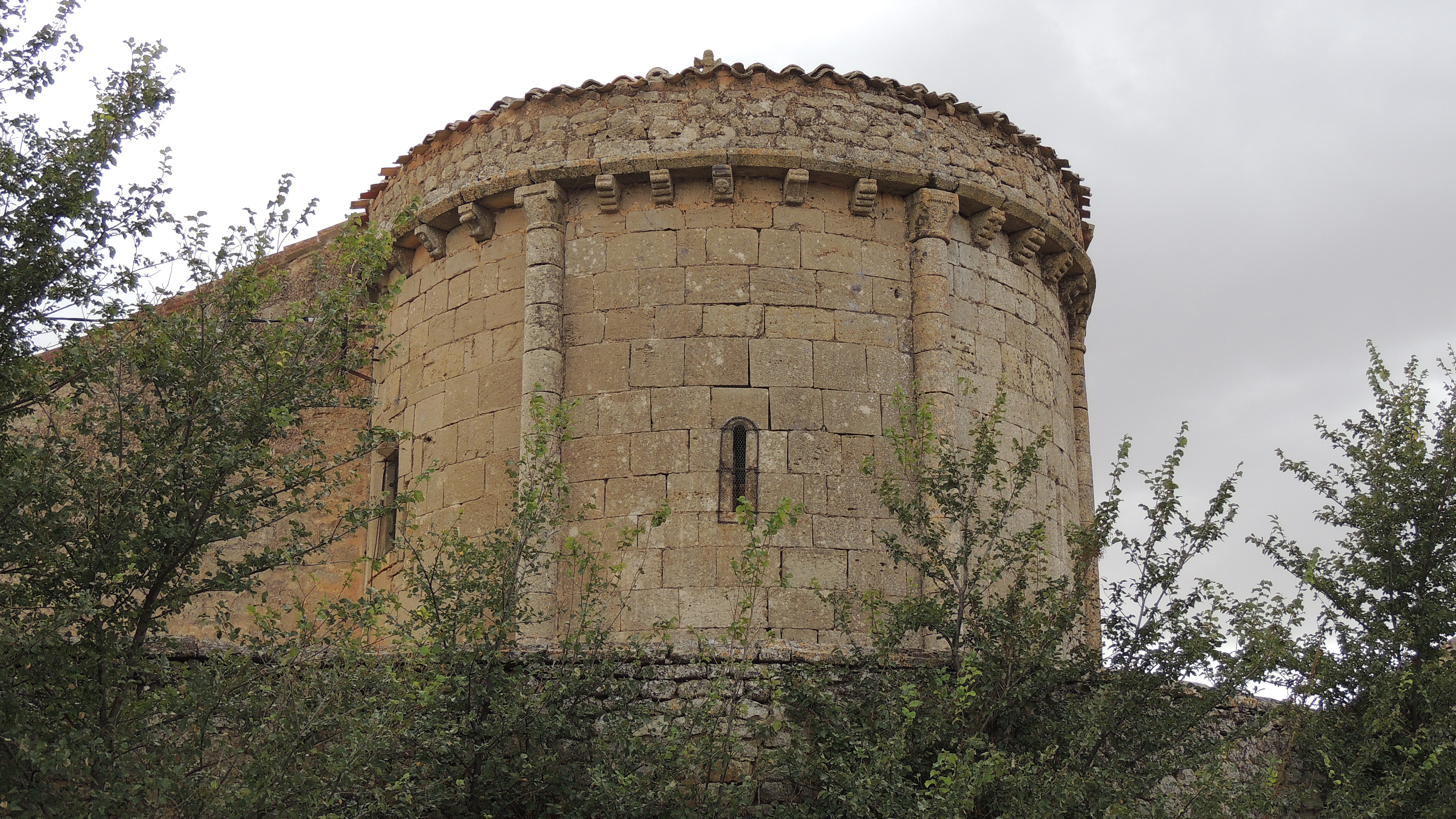
Iglesia de Nuestra Señora de la Asunción

En la localidad hay una iglesia bajo la advocación de la Asunción de Nuestra Señora. El castillo de Soliedra, en la actualidad en estado ruinoso, se encuentra sobre un pequeño altozano.